# May Mahlangu
May Mahlangu, född 1 maj 1989 i Secunda, är en sydafrikansk före detta fotbollsspelare. Han spelade bland annat för Helsingborgs IF, IFK Göteborg, Konyaspor och Ludogorets Razgrad. 

## Klubbkarriär
Mahlangu gick som 15-åring till Stars of Africa Academy och spelade för deras lag, Alexandra United FC. Bo Nilsson som var tränare för den Allsvenska klubben Helsingborgs IF 2008, fick över Mahlangu till Sverige genom kontakter med akademin. Nilsson fixade att Mahlangu skulle träna dagligen med både Helsingborg och Division 2-klubben IFK Hässleholm samt spela ligamatcher för Hässleholm.
Efter att ha imponerat i Hässleholm, valde Helsingborg under sommaren 2009 att ta in Mahlangu permanent i sin A-lagstrupp. Under 2011 vann klubben SM-guld och Mahlangu blev utnämnd till Årets spelare.
Den 4 mars 2014 skrev Mahlangu på för IFK Göteborg, ett kontrakt som sträckte sig över säsongen 2014. Den 2 februari 2015 skrev Mahlangu på ett sexmånaderskontrakt för turkiska Konyaspor.
Hösten 2015 skrev han ett ettårskontrakt med den belgiska klubben Sint-Truidense.
I september 2016 skrev han ett treårskontrakt med rumänska Dinamo Bukarest. I augusti 2018 värvades Mahlangu av bulgariska Ludogorets Razgrad, där han skrev på ett treårskontrakt. I februari 2019 lånades Mahlangu ut till kazakiska Ordabasy.

## Landslagskarriär
I januari 2012 gjorde Mahlangu sin debut för Sydafrikas landslag, detta i en vänskapsmatch mot Ekvatorialguinea. Han var även uttagen i Sydafrikas trupp till Afrikanska mästerskapet 2013.
May Mahlangu har blivit avstängd på livstid från allt landslagsspel i Sydafrika, då han tackat nej till två kvalmatcher till det afrikanska mästerskapet 2015.

## Meriter
- Svensk mästare 2011 med Helsingborgs IF
- Svensk cupmästare 2010 och 2011 med Helsingborgs IF
- Svensk supercup-mästare 2011 och 2012 med Helsingborgs IF